# Останинка
Останинка — село в Северном районе Новосибирской области России. Административный центр Останинского сельсовета.

## География
Площадь села — 81 гектар.

## История
Основано в 1909 г. В 1926 году посёлок Останинский состоял из 76 хозяйств, основное население — белоруссы. Центр Останинского сельсовета Биазинского района Барабинского округа Сибирского края.

## Население
| 1926 | 2002 | 2007 | 2010 |
| ---- | ---- | ---- | ---- |
| 415  | ↘274 | ↘252 | ↘232 |

## Инфраструктура
В селе по данным на 2007 год функционируют 1 учреждение здравоохранения и 1 учреждение образования.